# Krvna plazma
Krvna plazma (stgrč. πλάσμα: oblikovanje, tvorba) je žućkasta tekućina u sastavu krvi. Može se dobiti centrifugiranjem pune krvi s dodanim antikoagulansom pri čemu ostaje na vrhu sedimentiranih krvnih stanica.
Koristi se u medicini kao lijek i znanstvenim istraživanjima.
Čovjek posjeduje oko 41 ml plazme po kilogramu tjelesne mase, što čini više od polovice ukupnog volumena njegove krvi. Količina pada pri pojačanom znojenju, a tijekom trudnoće može se povećati i do 30 %.

## Sastav
Po kemijskom sastavu krvna plazma je vodena otopina različitih soli i bjelančevina. Maseni udio vode je oko 90 % vode, a među solima dominira natrijev klorid (0.9 %, tj. 0.15 M). Od ostalih kationa bitni su kalijevi, kalcijevi i magnezijevi kationi. Najvažniji anioni su: kloridi, hidrogenkarbonati, fosfati i sulfati. Oligoelementi su: željezo, bakar, mangan, kobalt, jod i drugi.
Bjelančevina ukupno ima oko 65 g/L. Među bjelančevinama ističu se: albumini, globulini i fibrinogen. Albumina ima 35-50 g/L, globulina 25-45 g/L, a fibrinogena 1,8-3,5 g/L.
Plazma sadrži i ugljikohidrate, najviše glukozu čiji je prosječni maseni udjel 0.1 % ili 5,5 mmol/L) čija se koncentracija strogo održava homeostazom jer je glavni nutrijent stanica. Nakon velikog obroka poveća se dvostruko, a za nekoliko sati smanji se na prosječnu vrijednost.
U plazmi ima i sitnih kapljica lipida čija koncentracija varira o vremenskom razmaku koje je proteklo od obroka do trenutka uzorkovanja krvi te vrsti pojedene hrane.
Vitamini su u krvnoj plazmi zastupljeni u vrlo malim koncentracijama:
- vitamin A        250 μg/L
- vitamin B1          5 μg/L
- vitamin B2          8 μg/L
- vitamin B3      300 μg/L
- vitamin B5      120 μg/L
- vitamin B9        17 μg/L
- vitamin C      7500 μg/L

Enzimi krvne plazme potječu od rada gušterače, jetre, mišića i krvnih stanica, a najpoznatiji su: fosfataze, peptidaze, amilaze i transaminaze.
U krvnoj plazmi nalaze se hormoni svih endokrinih žlijezda. Njihove količine su vrlo male.

## Svojstva
Boja krvne plazme je žućkasta i potječe od bilirubina i karotena. Zasićenost te boje može se povećati kod poremećaja rada bubrega u intenzivno žutu ili tamnožutu, a nijansa može prijeći u ružičastu ili crvenu kod patološki visokog raspadanja eritrocita zbog ispuštanja hemoglobina.
Specifična gustoća plazme manja je od krvne i kreće se u rasponu 1.015-1.030 te ovisi o koncentraciji otopljenih bjelančevina.
Viskoznost se kreće u normalnom rasponu 1.50 -1.72 mPas i tri puta je manja od viskoznosti krvi. Ovisi o odnosu koncentracija albumina i globulina, a proporcionalna je povećanju koncentracije globulina.
Osmotski tlak plazme je gotovo isti kao i kod krvi. Kao koligativno svojstvo, ovisi o broju otopljenih čestica: kationa i aniona raznih elektrolita, molekula organskih spojeva i koloidnih čestica. Ukupni osmotski tlak krvne plazme je oko 6000 mmHg.
pH plazme je 7,5-7,6. Plazma je blago bazična jer se pri centrifugiranju iz nje gubi dio ugljikovog dioksida.

## Uloga
Uloga krvne plazme je višestruka.
Transportna uloga se sastoji u prijenosu mnogobrojnih tvari do i od pojedinih tkiva i organa.
Obrambena uloga se ostvaruje preko gama-globulina iz kojih se stvaraju antitjela protiv mikroorganizama.
Uloga u održavanju acidobazne ravnoteže i pH krvi osigurava se preko organskih i anorganskih sastojaka.
Uloga u hemostazi ostvaruje se preko fibrinogena koji je ključan u zgrušavanju krvi.